# Kalkspatz

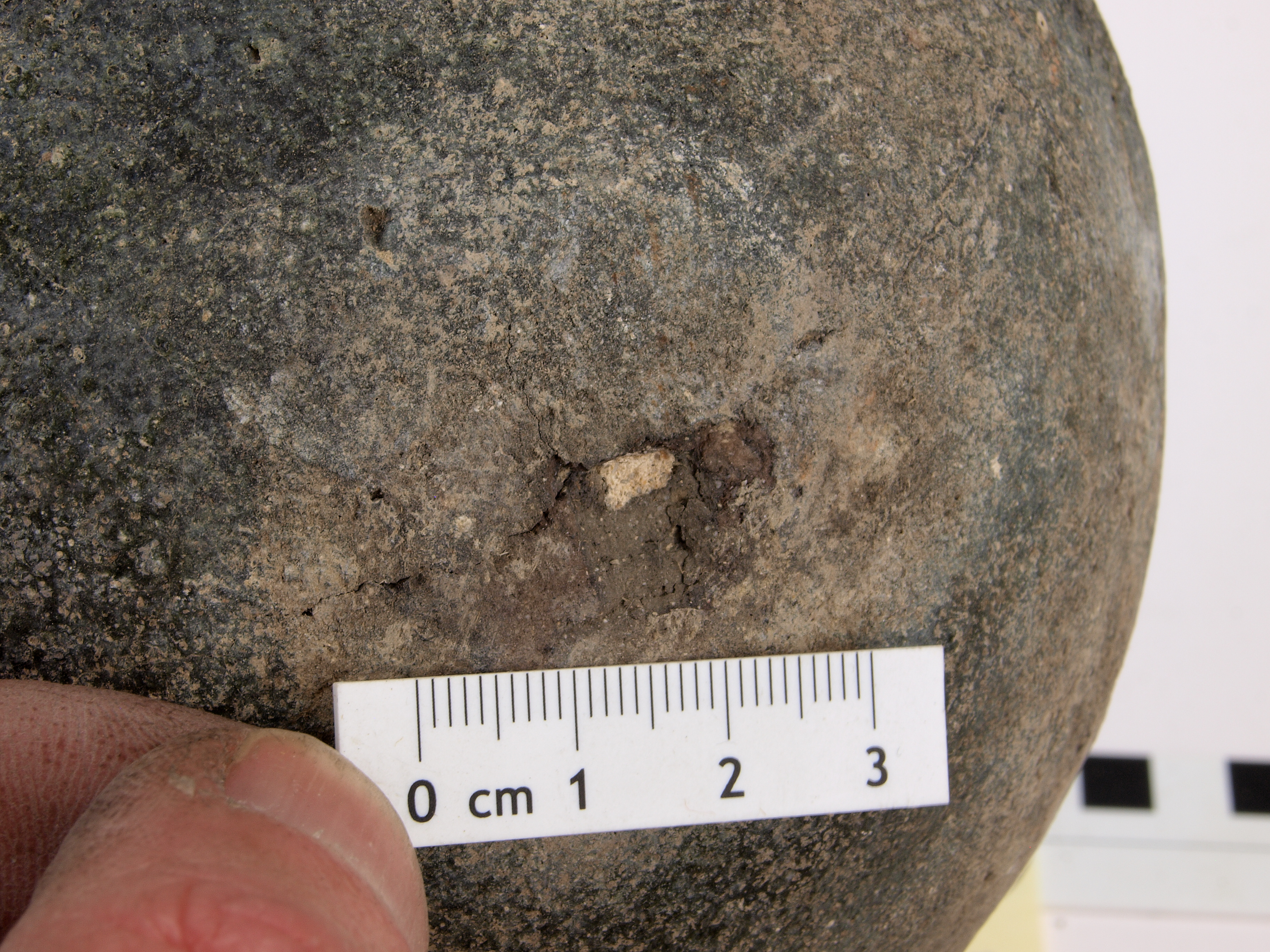
Kalkspatz in einer Gefäßwand mit kleiner Absprengung der Gefäßoberfläche

Kalkspatz ist ein Fehler, der zum Beispiel bei Keramik auftritt, und durch ein kleines Kalkstück in der Masse nach dem Brennen ausgelöst wird. 
Der Kalk wird durch den Brennprozess der Keramik zu hygroskopischem gebranntem Kalk. Dieser nimmt nach dem Brennen wieder Wasser aus der Umgebung auf, wodurch sich sein Volumen vergrößert. Er bricht so ein Stück der gebrannten Keramik heraus und ist als weißer Brocken zu erkennen. Dieser Fehler tritt häufig bei Ziegeln auf.
Nur bei langsamer Aufnahme von Wasser wird genügend Druck erzeugt, um die Keramik aufzubrechen. Bei dichter Keramik, die nur sehr wenig Feuchtigkeit aufnimmt, kann dies Monate dauern.
Bei schneller Umwandlung,  wenn z. B. ein poröser Ziegel in Wasser getaucht wird, entsteht stattdessen eine Löschkalkschlämme und die Keramik bricht nicht auf.
Dieses Tauchen wird bei Ziegeln sehr ungern angewendet, da es unnötige Material- und Transportkosten verursacht und die Verarbeitung auf der Baustelle beeinträchtigt.
Wer aber sehr feuchte Ziegel geliefert bekam, kann davon ausgehen, dass die Ziegelei ernste Probleme mit Kalkspatzen hat.